# B&O Gruppe
Die B&O Gruppe ist ein deutsches Firmenkonglomerat der Wohnungswirtschaft mit Hauptsitz in Bad Aibling. Aus der B&O Gruppe sind die beiden eigenständigen Marken B&O Bau und B&O Service hervorgegangen. B&O Bau konzentriert auf die Sanierung und Modernisierung sowie den Neubau von mehrgeschossigen Wohngebäuden in Holz- und Holzhybrid-Bauweise. B&O Service übernimmt die Instandhaltung und Modernisierung von Wohnungen für die bestandhaltende Immobilienwirtschaft. Im Geschäftsjahr 2021/22 erbrachten die gut 1.700 Mitarbeiter der Gruppe eine Jahresleistung von etwa 252,5 Mio. Euro. Die größten Geschäftsbereiche nach Umsatzerlösen sind die Kleininstandsetzungen (114,3 Mio. Euro) und die Leerwohnungssanierung (93,2 Mio. EUR).

## Unternehmen

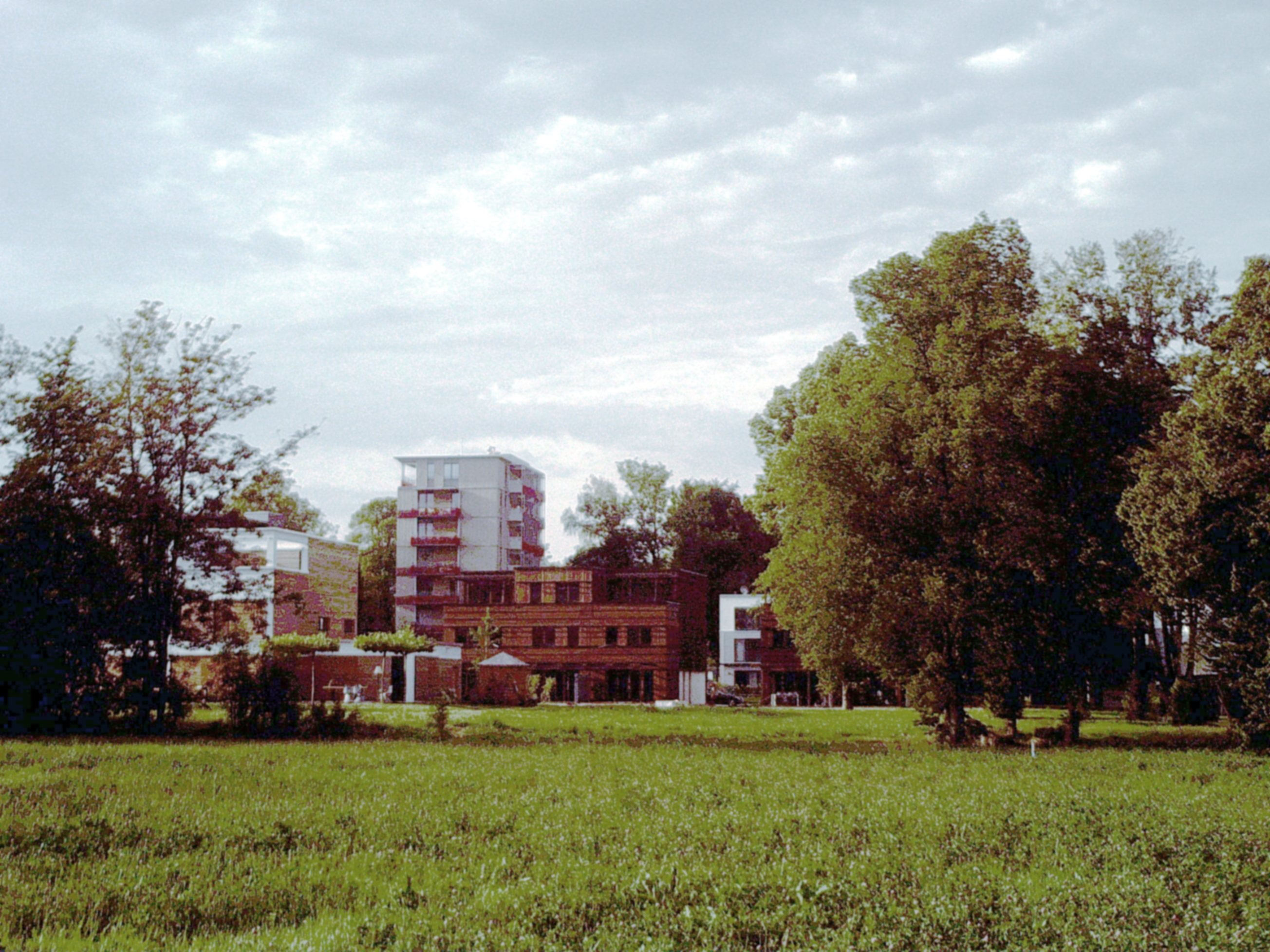
Holzhochbauten der von B&O konzipierten Nullenergiestadt Mietraching

Im Jahr 1958 gründeten Edith Bihler, Max Oberneder, Gustav Dick und Udo Lindauer das Dachdeckerunternehmen Bihler und Oberneder. 
1990 wechselte das Unternehmen in den Besitz von Private-Equity-Investoren. Ernst Böhm übernahm die Position des Geschäftsführers.
Parallel dazu wurde 1993 von Peter Münn das Haustechnikunternehmen HTW gegründet. 1998 erfolgte der Zusammenschluss von Bihler & Oberneder und HTW zur B&O Gruppe. 2003 übernahmen Ernst Böhm und Peter Münn in einem Management-Buy-Out das Unternehmen und bauten es zu einem technischen Dienstleister für Instandhaltungen, Sanierungen und Neubau/Holzbau um. In der Folge verblieben nur die Anfangsbuchstaben B&O des ehemaligen Unternehmens Bihler und Oberneder im Firmennamen. 
Ebenfalls 2004 gründeten Brigitte Dworak und Stefan Lohwasser B&O Service als Gebäudemanagement-Dienstleister.
Der Erwerb eines ehemaligen Kasernengeländes in Bad Aibling 2005 legte den Grundstein für das B&O Bau Forschungsquartier, das als Innovationszentrum für das Bauwesen dient. 
2006 wurde in Köln die erste Dachaufstockung in der Ford-Siedlung umgesetzt. 2008 folgten erste Projekten im Holz- und Holzhybridbau.
Im Jahre 2014 übernahm der zur Kalo-Gruppe gehörende Hamburger Energiedienstleister Urbana von der B&O Gruppe die auf dezentrale Energiekonzepte und erneuerbare Energien spezialisierte Gesellschaft B&O Wärme-, Energie- und Messtechnik (B&O WEM).
2016 folgte der Bau von 100 Wohnungen in Holzhybrid-Bauweise über einem Parkplatz in München. Die Expansion in Richtung serieller Wohnungsbau setzte sich 2018 mit der Errichtung einer Produktionsstätte für Fertigbäder in Prelog, Kroatien, fort.
2022 erhielt die B&O Gruppe für ihr Forschungsprojekt „Einfach Bauen“ in Zusammenarbeit mit der TU München den Deutschen Nachhaltigkeitspreis. 
2023 wurde ein weiteres Fertigungswerk, diesmal für Holzwände und -fassaden, in Frankfurt (Oder) eröffnet.
2024 übergaben Peter Münn und Ernst Böhm die Geschäftsführung an Friederike Münn und Andreas Böhm. 
Heute ist die B&O Gruppe insbesondere als Dienstleister auch im Bereich des ökologischen Wohnungsbaus, der Solararchitektur und des Holzhochbaus tätig.

### Projekte
Im Jahr 1999 wurde ein Handwerksunternehmen der Gruppe angefragt, das Dach des Münchner Olympiastadions mit seinen 8300 Plexiglasplatten zu sanieren. Überregional bekannte Projekte der B&O Wohnungswirtschaft sind u. a. die Entwicklung der Nullenergiestadt Mietraching und eines der höchsten Holzgebäude Deutschlands, das achtgeschossige Holzhaus H8.

## Unternehmen
Die B&O Gruppe ist ein Zusammenschluss aus verschiedenen Gesellschaften mit übergreifenden Verantwortlichkeiten unter dem Dach der B&O Service AG. Im Konzernabschluss zum Stand 30. Juni 2022 sind zwölf Gesellschaften berücksichtigt, an denen die Dach-AG über eine Mehrheit verfügt, sowie drei Minderheitsbeteiligungen. Weitere Beteiligungen mit allerdings wirtschaftliche untergeordneter Bedeutung sind vorhanden. Das Teilnehmerverzeichnis einer Hauptversammlung im Jahr 2022 weist Vorstand Andreas Böhm als Inhaber von rund 79 Prozent der Aktien der B&O Service AG aus.
Das Unternehmen wird untergliedert in die Bereiche Bau, Service und Technologie. Im Geschäftsjahr 2019 wurden sämtliche auf den Bau und die Modernisierung fokussierten B&O Gesellschaften in einer Bau-Holding zusammengeführt.